# 倪少傑
倪少傑，SBS，OBE，JP（1924年11月14日—2015年4月9日），香港企業家，1971年起任香港日豐企業有限公司集團董事長，出生於香港，籍貫廣東普宁下架山镇倪厝村；1985年至1998年任立法局、臨時立法會議員。。生前為香港中華廠商聯合會名譽會長及香港普寧同鄉聯誼會榮譽顧問。
兄長倪少強曾經擔任愉園體育會會長，是領導六七暴動的鬥委會的成員。